# Uwe Raab
Pour les articles homonymes, voir Raab.

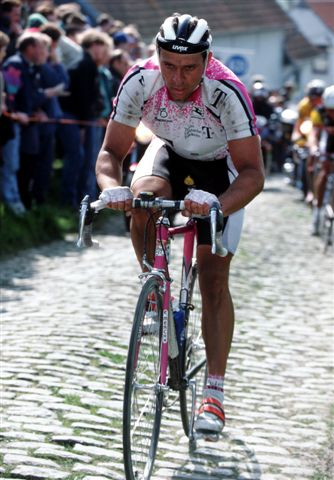
Uwe Raab lors du Tour des Flandres 1995.

Uwe Raab, né le 26 juillet 1962 à Wittemberg, est un coureur cycliste allemand. Coureur amateur est-allemand jusqu'en 1989, il a été champion du monde sur route amateurs en 1983. Il a ensuite été professionnel de 1990 à 1995. Durant cette période, il a notamment remporté deux fois le classement par points du Tour d'Espagne, en 1990 et 1991.

## Palmarès

### Palmarès amateur
- 1981
  -  Champion d'Allemagne de l'Est du contre-la-montre par équipes amateurs
- 1982
  -  Champion d'Allemagne de l'Est du contre-la-montre amateurs
  - Tour de Thuringe
  - 4e, 7e et 8e étapes du Grand Prix Torres Vedras
  - Prologue et 2e étape (contre-la-montre par équipes) du Tour de l'Avenir
- 1983
  -  Champion du monde sur route amateurs
  -  Champion d'Allemagne de l'Est du contre-la-montre amateurs
  -  Champion d'Allemagne de l'Est du contre-la-montre par équipes du 100 km amateurs
  - 1re, 6e et 9e étapes de la Course de la Paix
  - Tour de l'Yonne
  - Tour de la Hainleite
  - 4e étape du Tour de Slovaquie
  - 1re étape du Tour de Cuba
  - 6e étape du Tour de RDA
  - 2e du championnat d'Allemagne de l'Est du critérium amateur
  - 2e du Tour de Basse-Saxe
  - 3e du championnat d'Allemagne de l'Est sur route amateur
- 1984
  -  Champion d'Allemagne de l'Est du contre-la-montre amateur
  - 1re étape de la Course de la Paix
  - 2e étape du Tour de la province de Liège
  - Prologue et 5ea étape du Tour de Cuba
  - Berlin–Angermünde–Berlin
  - 2e de la course en ligne des Jeux de l'Amitié
  - 2e du Tour de la province de Liège
  - 3e du Giro delle Regione
- 1985
  -  Champion d'Allemagne de l'Est du contre-la-montre par équipes
  - 12e étape de la Course de la Paix
  - 2e et 9eb étapes du Tour de Basse-Saxe
  - 6eb étape du Tour du Hainaut occidental
  - 3e et 6eb étapes du Giro delle Regione
  - 3e et 4e étapes du Tour de RDA
  - 2e du Tour de Basse-Saxe
  - 3e du Tour de Bulgarie
  - 4e du championnat du monde du contre-la-montre par équipes amateurs (avec Mario Kummer, Falk Boden et Uwe Ampler)
- 1986
  - Rund um Berlin
  - 1re étape du Tour de RDA (contre-la-montre par équipes)
  -  Médaillé de bronze du championnat du monde du contre-la-montre par équipes amateurs (avec Dan Radtke, Mario Kummer et Uwe Ampler)
  - 4e du championnat du monde sur route amateur
- 1987
  - Berlin-Cottbus-Berlin
  - 2e étape de la Course de la Paix
  - 6e étape du Tour du Hainaut occidental
  - 1re et 6e étapes du Tour de RDA
  - 3e du championnat d'Allemagne de l'Est du contre-la-montre par équipes
  - 6e du championnat du monde du contre-la-montre par équipes amateurs (avec Falk Boden, Uwe Ampler et Mario Kummer)
- 1988
  - Tour de RDA :
    - Classement général
    - Prologue, 1re, 3e et 6e étapes
- 1989
  -  Champion d'Allemagne de l'Est du contre-la-montre par équipes
  - Prologue du GP Tell
  - 3e étape du Circuit de la Sarthe
  - 5e et 8e étapes de la Course de la Paix
  - 3e, 5e et 6e étapes du Tour de RDA
  - 3e du Grand Prix de Waregem
  - 3e du Tour de Thuringe

### Palmarès professionnel
| - 1990 - Tour d'Espagne : - Classement par points - 10e, 16e et 22e étapes - 4e étape du Tour de la Communauté valencienne - Grand Prix de la Libération (contre-la-montre par équipes) - Grand Prix d'Albacete - 2e du Grand Prix Raymond Impanis - 3e du Tour du Limbourg - 1991 - Tour d'Espagne : - Classement par points - 5e étape - 4eb étape du Tour d'Aragon - 2e de À travers la Belgique - 3e du Grand Prix E3 - 8e de Milan-San Remo | - 1992 - 1re étape du Tour des vallées minières - 1re étape du Tour de Burgos - 6e étape du Tour des Asturies - 6e étape de Tirreno-Adriatico - 3e étape de la Semaine sicilienne - 4e de Milan-San Remo - 1993 - 6e étape de Tirreno-Adriatico |  |

### Résultats sur les grands tours

#### Tour de France
4 participations
- 1990 : 87e
- 1991 : abandon (10e étape, non-partant)
- 1993 : 98e
- 1994 : 84e

#### Tour d'Espagne
3 participations 
- 1990 : 58e, vainqueur du  classement par points et des 10e, 16e et 22e étapes
- 1991 : 43e, vainqueur du  classement par points et de la 5e étape
- 1992 : 61e

#### Tour d'Italie
2 participations 
- 1993 : abandon
- 1994 : abandon